# Schinia citrinella
Schinia citrinella là một loài bướm đêm thuộc họ Noctuidae. Nó được tìm thấy ở Bắc Mỹ, bao gồm Arizona, California, Colorado, Kansas, Nebraska, Nevada, New Mexico, Oklahoma, Texas, Utah and miền bắc México.
Sải cánh dài khoảng 26 mm.
Ấu trùng ăn Croton species.